# Tetrastemma kirsteueri
Tetrastemma kirsteueri är en djurart som tillhör fylumet slemmaskar, och som beskrevs av Senz 1995. Tetrastemma kirsteueri ingår i släktet Tetrastemma och familjen Tetrastemmatidae. Inga underarter finns listade i Catalogue of Life.